# Per Adolf Kalling
Per Adolf Kalling, född 5 januari 1752 på Åkesberg i Stora Mellösa socken, död 3 augusti 1820 på Myrö i Rinkaby socken, var en svensk greve, militär, godsägare och riksdagsledamot.

## Biografi
Kalling blev volontär vid Närkes och Värmlands regemente 1760 och utnämndes till sergeant där 1764 han blev livdrabant 1764; under hösten 1768 utnämndes han till löjtnant i armén och tjänstgjorde som sådan från 1772 vid Östgöta infanteriregemente där han även utnämndes till kapten 1774 och major 1785. Han begärde avsked som major 1788. Som riksdagsman medverkade han i riksdagarna i Stockholm 1789, i Gävle 1792, i Norrköping 1800 samt i Örebro 1810. 
Han var son till generallöjtnanten Per Kalling (1701-1795) och grevinnan Christina Margareta Eleonora Posse (1725-1812) samt från 1786 gift med Catarina Lovisa Gyllenkrok (1764-1844), som var dotter till kammarherren Axel Vilhelm Gyllenkrok. Han blev far till åtta söner, bland dem Carl Kalling, och tre döttrar. Kalling är begraven i familjegraven på Rinkaby begravningsplats vid Rinkaby kyrka.